# 孟加拉国共产党（马列） (乌玛尔)
孟加拉国共产党（马列）（孟加拉语：বাংলাদেশের সাম্যবাদী দল (মার্কসবাদী-লেনিনবাদী)）是孟加拉国的一个地下共产主义政党。该党起源于东巴基斯坦共产党（马列）。该党的意识形态是共产主义、马克思列宁主义、毛主义。该党的政治立场是极左翼。该党的领袖是巴德鲁丁·乌玛尔。虽然该党处于地下状态，但通过它的群众组织民主革命团结进行公开活动。为区别于其它也以“孟加拉国共产党（马列）”为名的政党，该党被称为孟加拉国共产党（马列） (乌玛尔)。